# Neoaviola insolens
Genre
Espèce
Neoaviola insolens, unique représentant du genre Neoaviola, est une espèce d'araignées aranéomorphes de la famille des Hahniidae.

## Distribution
Cette espèce est endémique du Victoria en Australie.

## Publication originale
- Butler, 1929 : « Studies in Victorian spiders. No. 1 ». Proceedings of the Royal Society of Victoria, vol. 42, p. 41-52.